# Herb gminy Dubienka
Herb gminy Dubienka – symbol gminy Dubienka.

## Wygląd i symbolika
Herb przedstawia na tarczy w polu złotym z zieloną podstawą zielony dąb, opleciony przez czerwonego węża, a po jego obu stronach, przedzielone: liczbę 1587 oraz litery SRM. 
Herb jest nawiązaniem do pieczęci miasta z 1587 i późniejszych wizerunków herbu Dubienki z okresu posiadania przez nie praw miejskich. Dąb symbolizuje nazwę miasta, rok 1587 miał nawiązywać do daty otrzymania praw miejskich (Dubienka otrzymała je przez walkę o tron polski rok później, lecz pieczęć została wytłoczona wcześniej), a litery to skrót od: Sacrae Regiae Maiestatis – z łac. Świętego królewskiego majestatu, jako nawiązanie do statusu Dubienki jako miasta królewskiego. 